# 喀拉额尔齐斯河
喀拉额尔齐斯河，位于中华人民共和国新疆维吾尔自治区北部阿勒泰地区境内，为额尔齐斯河右岸支流。发源于福海县北部中蒙边界辉腾阿尔善山南坡，先向南流，之后转东南流，进入富蕴县后逐渐转西南流，下游为福海与富蕴两县界河，最后注入喀腊塑克水库。河流全长192.5千米，流域面积6522平方千米，其中蒙古国境内集水面积975平方千米。